# Szent Mihály-templom (Zobordarázs)
A Szent Mihály-templom román stílusú templom, amely Nyitra Zobordarázs városrésze feletti dombon áll, az egyik legrégebbi szlovákiai templom. A templom nem szolgálja rendszeresen a híveket, csupán szeptember 29-én, Mihály arkangyal ünnepén tartanak itt szentmisét. A templom szerepelt az 1941-es szlovák száz-, valamint az 1993-as ötvenkoronáson. 1963-tól Szlovákia kulturális örökségének része.

## Leírása
A templomot a 11. században építették. Román stílusú empóriumos egyhajós templom, amely félkör alakú apszisban végződik. Hajója öt méter széles és hat és fél méter hosszú. Többnyire téglából és tört kőből emelték, a falakat nagyobb sarokkövekkel erősítették meg. Az egyik empórium a torony alatt, a másik pedig az episztola-oldalon található. A templomon legutoljára 1993 és 1999 között végeztek renovációs munkákat.
A templom környékén palánkvár nyomait és 55 sírhelyet tártak fel, ezekben pénzérméket, ékszereket és ruhafoszlányokat találtak. A temetőben a 17. századig temetkeztek.

## Legenda
A templomhoz egy helybeli legenda fűződik, amely szerint amikor az egyházfi egy nap a templomot takarította, erős fény világította meg őt és az oltárnál megjelent előtte Mária, kezében kisdedet tartva. Ezek a jelenések újra és újra megismétlődtek, és senki nem tudta őket megmagyarázni. Egyszer azonban egy nyáját a közelben legeltető pásztor zenét hallott a templomból, és amikor benézett, látta Mária alakját, amint az szomorúan mutatott a rossz állapotban lévő falakra, vakolatra és mennyezetre. A falubeliek azonnal elkezdték helyreállítani a templomot.

## Galéria

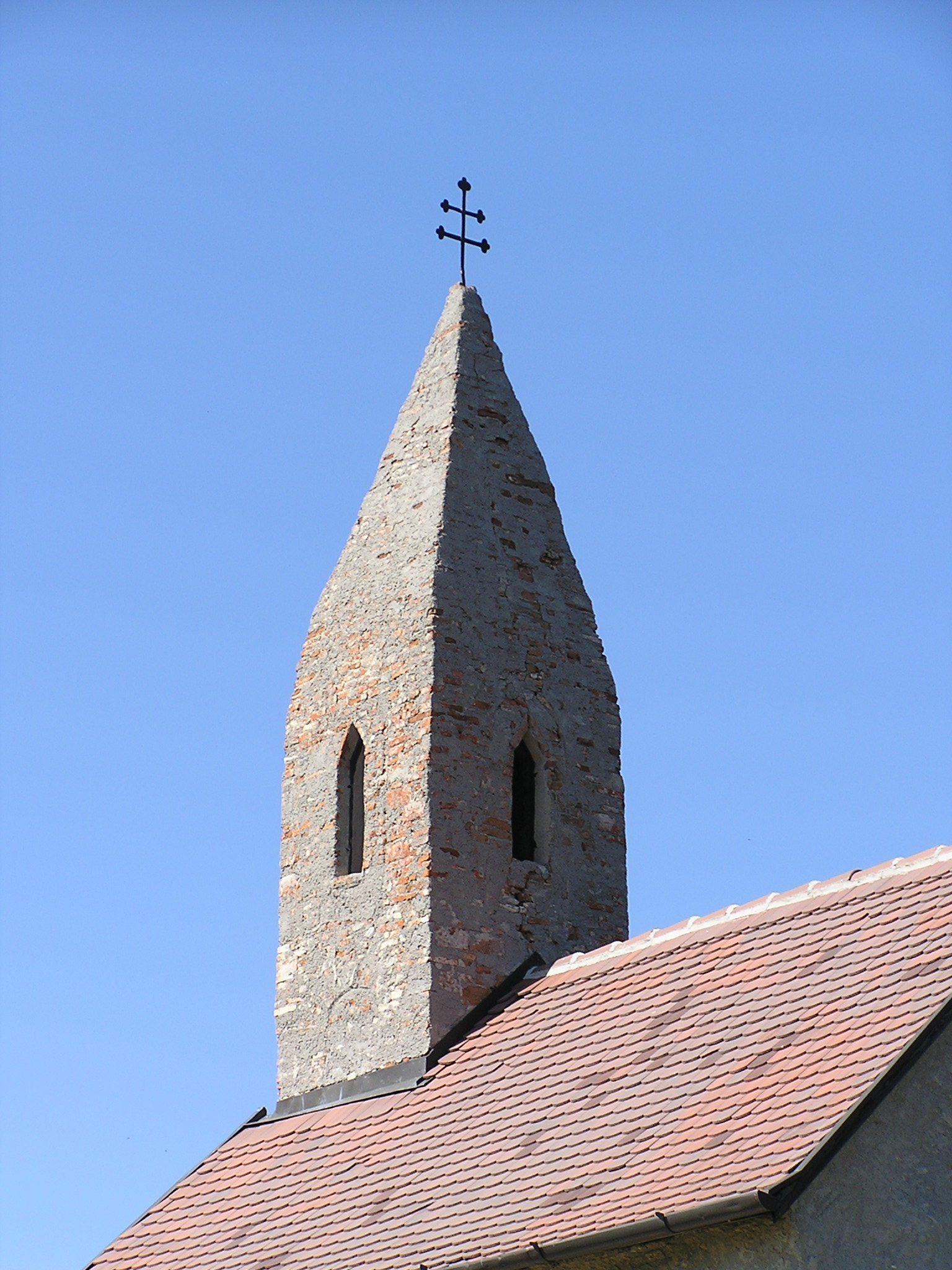
A templomtorony
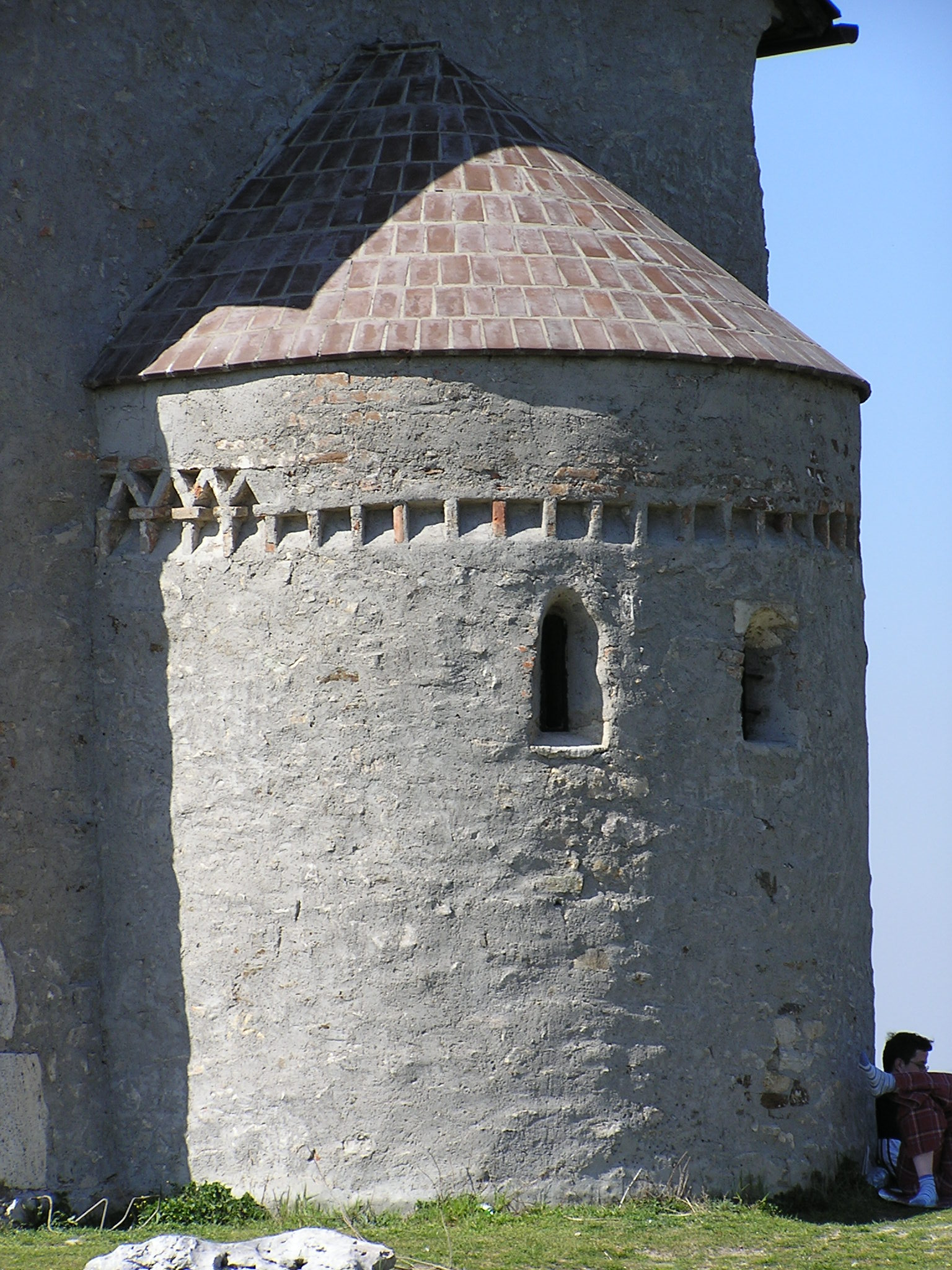
A templom végében található apszis
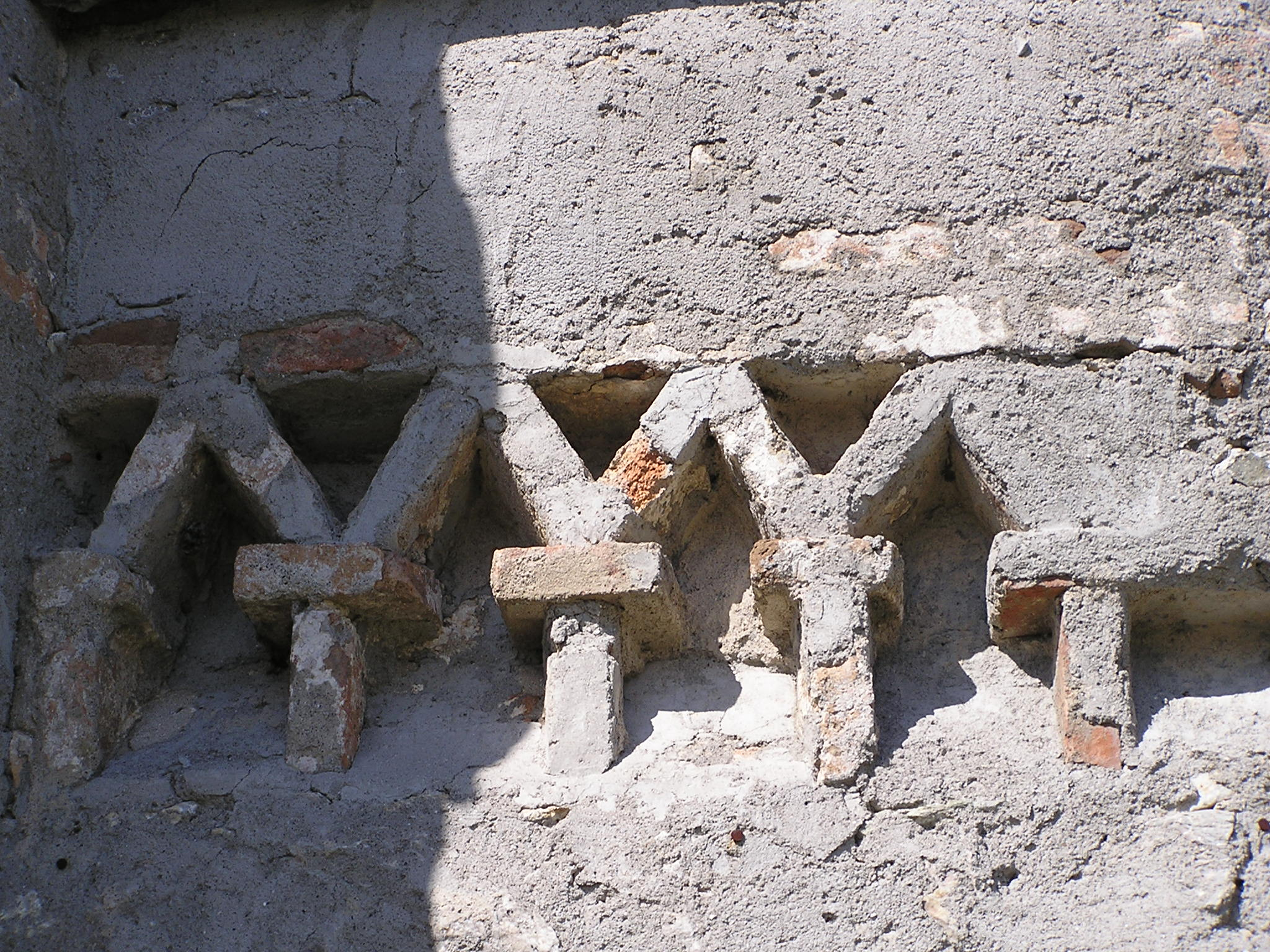
Az apszis falának díszítése